# Soyuz T-3
Soyuz T-3 fue la tercera misión de una Soyuz T y la segunda tripulada. Fue lanzada el 27 de noviembre de 1980 desde el cosmódromo de Baikonur mediante un cohete Soyuz hacia la estación Salyut 6. Fue la primera Soyuz T en que viajaron tres cosmonautas y el primer viaje de tres cosmonautas en una misma nave desde el desastre de la Soyuz 11 en 1971.
Los objetivos de la misión consistieron en hacer reparaciones en la Salyut 6 y en realizar pruebas de los sistemas de a bordo durante un vuelo tripulado y durante el acoplamiento a la Salyut 6 y varios experimentos científicos.

## Tripulación
- Leonid Kizim (Comandante)
- Oleg Makarov (Ingeniero de vuelo)
- Gennady Strekalov (Especialista en investigación)

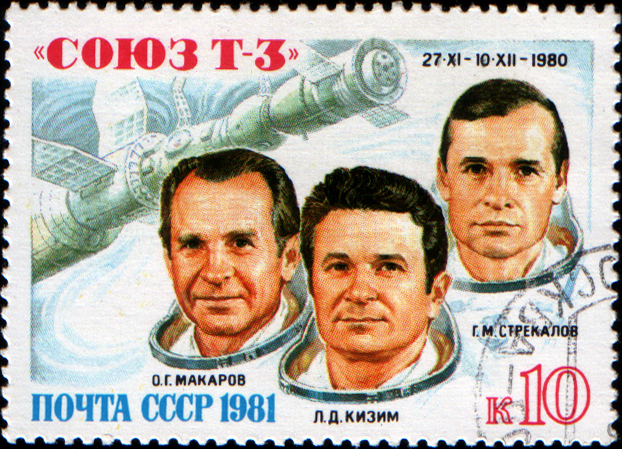
Sello ruso conmemorando la misión Soyuz T-3.

### Tripulación de respaldo
- Vasili Lazarev (Comandante)
- Viktor Savinykh (Ingeniero de vuelo)
- Valeri Polyakov (Especialista en investigación)